# 2303 Рецина
2303 Рецина (енгл. 2303 Retsina) је астероид главног астероидног појаса са средњом удаљеношћу од Сунца која износи 2,995 астрономских јединица (АЈ).
Апсолутна магнитуда астероида је 11,0.